# Cucullia cineracea
Cucullia cineracea is een vlinder uit de familie uilen (Noctuidae). De wetenschappelijke naam is voor het eerst geldig gepubliceerd in 1841 door  Freyer.
De soort komt voor in Europa.